# Akademie umění v Banské Bystrici
Akademie umění v Banské Bystrici (slovensky Akadémia umení v Banskej Bystrici, zkratkou AU) je slovenská veřejná vysoká škola se sídlem v Banské Bystrici. AU poskytuje umělecké vzdělání ve všech třech stupních vysokoškolského vzdělávání. Přibližně 600 studentů studuje na dvou fakultách. AU vznikla v 1. července 1997.

## Fakulty
- Fakulta dramatických umění
- Fakulta múzických umění
- Fakulta výtvarných umění